# Абдиса Ага
Абдиса Ага (оромски: Abdiisaa Aagaa, Велега, Оромија 1919 - 1977) је етиопски национални јунак. Био је капетан у британској армији и пуковник у етиопској војсци. Током Другог свјетског рата, заједно са југословенским официрима, водио је војску састављену од људи који су побјегли из италијанског заробљеништва и са њима водио герилски рат против фашистичке Италије.

## Биографија
Пуковник Абдиса Ага рођен је у месту Велега у држави Оромија. Његов отац је приликом напада бијеса убио свог рођеног брата када је Абдиса имао око 12 година. Иако је Абдиса отишао чак до Адис Абебе да би апеловао да му пусте оца, он је погубљен. Тужан и огорчен придружује се етиопској војсци и борио се у Другом италијанско-абисинском рату. Иако се сматрало да ће добро наоружана и опремљена Италија лако да побиједи етиопску војску која је још увијек добрим дијелом користила копља и стријеле стварност је била потпуно другачија. Италијанска војска је напредовала тешко и споро под сталном борбом. Цар Хајле Селасије се обраћао на све стране за помоћ, али је Етиопија препуштена сама себи. Етиопљани су започели герилски рат против освајача, користећи тактику "удари и бјежи". Због тога су "Црнокошуљаши" добили наређење да без милости сломе герилски покрет отпора. Ово је довело до страдања великог броја етиопских цивила. Абдиса Ага је био један од герилаца који им је задавао највише проблема па је за њим организована једна од највећих потјера током овог рата. Када је на крају, након рањавања, ухваћен 1937. Италијани су били изненађени колико је озлоглашени борац млад (17 година). Због младости је поштеђен па је избјегао смртну казну. На војном суду осуђен је на осам година затвора и интернацију. Послан је на Сицилију. Неколико мјесеци провео је у логору за ратне заробљенике "98" код села Сан Ђузепе Јато, недалеко од Палерма. Ово мјесто је било нека врста пролазне станице одакле су затвореници упућивани у друге затворе. Тако је Абдиса пребачен на острво Азинара, недалеко од Сардиније. На овом каменитом и готово ненастањеном острву, још у Првом свјетском рату, постојао је логор за аустроугарске ратне заробљенике. Фашистичке власти су поново активирале овај затвор када им је затребало мјесто за етоипске заробљенике. У овом затвору се налазио и дио етиопског племства укључујући и ћерку Хајла Селасија принцезу Романеворк. Затворен је у бараку у којој су били смјештени официри. Ту је упознао официре Краљевине Југославије, капетана Јулиа Качића и његовог колегу Стевана ? са којима се спријатељио и почео да спрема план бјекства.
Планове за бјекство пореметило је премјештање југословенских официра у један од логора на југу Италије. Неколико мјесеци касније Абдиса је такође пребачен у исти логор гдје су већ боравили његови југословенски пријатељи. Поново су започеле припреме за бјекство које су трајале неколико недјеља. Једно вече су успјели да побјегну у оближњу шуму са још десетак затвореника. Италијани су сутрадан послали потјеру која се није претјерано ни трудила да их пронађе, надајући се да ће их већ неко видјети и пријавити властима. Након успјешног бјекства, Абдиса предлаже Јулиу и Стевану да организују напад на логор и ослободе остале заробљенике. Током боравка у шуми групи се придружило још неколицина бјегунаца. Било је ту Енглеза, Југословена и понеки Италијан антифашистички оријентисан. План је направљен и ускоро је уследио напад. Напад на логор је успјешно изведен и остали заробљеници су ослобођени, а Абдисина група се докопала оружја, муниције, намирница као и неколико моторних возила. Захваљујући муницији и оружију пронађеним у складишту наставили су борбу, ослобађајући затворенике из још неколико логора и вршећи нападе на банке и државна складишта. Временом је ова група нарасла у праву малу војску и улазила у сукобе и са италијанском војском. За вођу је изабран Абдиса, а његови партизани су га прозвали мајором. Страх који је био присутан у италијанском народу од Абдисе и његових другова, искористили италијански гангстери који су почели ималином бојити лице у црно и почели пљачкати банке као и села, стварајући слику да то чине припадници Абдисине групе. Неколико гангстера је ухваћено и погубљено јер су својим акцијама покушали да дискредитују Абдисин углед и борбу. Италијанск влада чинила је све напоре да уништи ову групу и ухвати Абдису. Покушали су да га приволе на сарадњу обећавајући му разне положаје и бенефите. Абдиса је убио италијанског официра који је донио писмо од италијанске владе. То је био његов одговор на њихове понуде. Ескалацијом Другог свјетског рата и приближавањем Савезничких снага фашистичкој Италији, почиње и њихово занимање за Абдисину војску. Почињу да их снадбијевају са оружјем и намирницама, а Абдиса је потврђен као мајор и командант међународне групе партизана које су чини Американци, Енглези, Французи, Етиопљани и други држављани, док је капетан Јулио постао командант југословенских партизана у Италији. Они су ускоро оперисали у самој околини Рима. Већ у мају 1944. им се придружују Савезници. Под притиском њемачка војска се повлачи према сјеверу, а претходница америчке Пете и британске Осме армије биле су на улазу у град. 4. јуна 1944. Одмах након првих извидница у град је под пуним гасом дословно улетла моторизована колона. Иако су међусобно говорили различитим језицима, једно им је ипак било заједничко сви су око руке носили траку зелено-жуто-црвену, односно у бојама етиопске заставе. У џипу који је водио колону сједили су Абдиса и капетани Јулио и Стеван и махали су са етиопском и југословенском заставом.
Пошто су предали рапорт савезничким командантима у Риму, ови су их ставили под своју команду. Ускоро су капетани Јулио и Стеван пребачени у Југославију гдје су се придружили Народноослободилачкој војсци. Абдиса је добио чин капетана и службу у британској војној полицији. Са њима је стигао и до Њемачке. Заставе Етиопије завиорила се и у Берлину. Након рата Британци и Американци покушали су да врбују Абдису у своје војске. Међутим он је то одбио јер је желио да се што прије врати у своју отаџбину. Одбио је све понуде што је изазвало револт па је Абдиса поново нашао у затвору. Претио му је војни суд због оптужби за нечовјечно поступање током борби у Италији. Овим оптужбама се супроставио један британски генерал који је успио да издејствује да се Абдиса пусти на слободу, а његова казна је из затворске преиначена у новчану коју су заједно платили Абдиса и британска влада. Након тога Абдиса се коначно вратио у Етиопију. Имао пријем код цара Хајла Селасија и који га је послао тадашњем министру одбране рас Абебеу Арегаију да му нађе неко намјештење. Међутим Абебе Арегаији и још неколицина високих официра плашећи се за своје каријере Абдисиног утицаја послали су га у војну академију Холета као обичног кадета. Након неколико мјесеци, добио је чин потпоручника. На овој академији били су ангажовани као предавачи и неколико британских официра којима је Абдиса заповиједао док су се борили у Европи. Учествовао је и у Огаденском рату. Тек пред крај своје владавине Хајле Селасије је Абдису унаприједио у чин пуковника и поставио га за једног од својих телохранитеља. Абдиса је умро неколико година након револуције 1974. године која је свргнула са власти цара Хајла Селасија.
У Етиопији је 11. децембра 2019. објављен стрип под именом Ага етиопског умјетника Минаса Халефема. Његово издање спонзорисала је Република Србија. Ово је уједно и први стрип објављен у Етиопији.